# Petersen Automotive Museum
Il Petersen Automotive Museum è un museo sito sulla Wilshire Boulevard, nel Miracle Mile di Los Angeles. Uno dei più grandi musei di auto al mondo, il Petersen, gestito da una associazione non-profit, è specializzato nell'educazione alla storia dell'automobile.

## Storia
Fondato l'11 giugno 1994 da Robert E. Petersen (fondatore delle riviste Hot Rod e Motor Trend) insieme alla moglie, Margie, il Petersen Automotive Museum è gestito dalla Petersen Automotive Museum Foundation. Situato in precedenza all'interno del Natural History Museum of Los Angeles County, il museo al giorno d'oggi ha la sua sede permanente all'interno dell'ex centro commerciale Ohrbach's.  In origine il centro commerciale, costruito nel 1962, era occupato dal brand giapponese Seibu.

## Collezione
Il museo contiene al suo interno oltre cento veicoli di interesse storico e ne possiede circa il doppio. Il piano terra mostra una storia virtuale dell'automobile a Los Angeles, completa di ricostruzioni di edifici ed auto d'epoca. Il secondo piano ospita sia esposizioni permanenti che mostre temporanee. Il terzo piano ospita il May Family Children's Discovery Center, una mostra che permette ai bambini di imparare la scienza utilizzando le macchine come strumento didattico. Il quarto piano è occupato da un centro conferenza, dalla Founder's lounge e da una cucina per uso privato.

## Il museo nella cultura pop
Il 9 marzo 1997, dopo una festa tenutasi al museo, il rapper newyorchese The Notorious B.I.G. lasciò il luogo su un SUV, insieme all'entourage. Pochi metri dopo, fermo ad un semaforo, fu assassinato da mano ignota.

Nel film del 1997 Volcano, il museo viene distrutto.